# Miroslav Samaš
Miroslav Samaš (* 12. června 1966 Lučenec) je český politik, od ledna do října 2021 a znovu od června 2024 poslanec Poslanecké sněmovny PČR, od roku 2020 zastupitel Středočeského kraje, v letech 2014 až 2018 místostarosta města Rakovník, člen hnutí ANO 2011.

## Život
Pochází ze Slovenska, narodil se v Lučenci. Studoval Vojenskou střední automobilovou školu v Nitře. Po škole byl v rámci armády převelen do Prahy. Jednalo se o vojenský zabezpečovací útvar, kde začínal pracovat jako technik. Tři roky studoval na Vojenské akademii Antonína Zápotockého v Brně. Studium předčasně ukončil z rodinných důvodů.
Působil jako pobočník prvního polistopadového náčelníka generálního štábu generála Karla Pezla a následně i u generála Jiřího Nekvasila. Později byl dva roky náčelníkem štábu praporu, do civilu odešel v roce 1999. Do roku 2005 pracoval u dopravní policie v Praze jako vyšetřovatel dopravních nehod. Poté byl zaměstnaný v realitní kanceláři a reklamní agentuře, pět let dělal vedoucího prodeje automobilů u společnosti Emil Frey. Žil v Praze, ale kolem roku 2000 si pořídil dům v obci Velká Buková na Rakovnicku, kam se postupně přestěhoval.
V roce 2014 se uvádí jako asistent tehdejší 1. místopředsedkyně Poslanecké sněmovny PČR Jaroslavy Pokorné Jermanové.
Miroslav Samaš měl v letech 2014 až 2019 trvalé bydliště ve městě Rakovník (konkrétně v části Rakovník II), od podzimu 2019 žije v obci Nový Dům na Rakovnicku. Byl dvakrát ženatý, jako samoživitel vychoval dvě dcery.

## Politické působení
Je členem hnutí ANO 2011, za něž byl v komunálních volbách v roce 2014 zvolen zastupitelem města Rakovník, a to z pozice lídra kandidátky. V listopadu 2014 se stal místostarostou města. Ve volbách v roce 2018 mandát zastupitele města obhájil, a to opět jako lídr kandidátky hnutí ANO 2011. Ve funkci místostarosty města však již nepokračoval. V souvislosti se změnou trvalého bydliště rezignoval na konci října 2019 i na post zastupitele města.
V krajských volbách v roce 2020 byl za hnutí ANO 2011 zvolen zastupitelem Středočeského kraje. Působí jako člen Kontrolního výboru a Komise pro bezpečnost a IZS. V krajských volbách v roce 2024 mandát zastupitele Středočeského kraje obhájil.
Ve volbách do Poslanecké sněmovny PČR v roce 2017 kandidoval za hnutí ANO 2011 ve Středočeském kraji, ale neuspěl, stal se druhým náhradníkem. Nejprve se už v listopadu 2017 vzdala mandátu poslankyně Jaroslava Pokorná Jermanová, jelikož zároveň vykonávala funkci hejtmanky. Dne 26. ledna 2021 pak na mandát poslance rezignoval Milan Hnilička, jelikož se v době protiepidemických opatření v souvislosti s nemocí covid-19 účastnil narozeninové oslavy Petra Bendy, čímž porušil řadu vládních nařízení. Samaš se tak ve stejný den stal novým poslancem.
Ve volbách do Poslanecké sněmovny PČR v roce 2021 kandidoval za hnutí ANO 2011 na 9. místě ve Středočeském kraji, ale neuspěl (skončil jako první náhradník). Na konci června 2024 se však mandátu poslankyně vzdala jeho stranická kolegyně Jaroslava Pokorná Jermanová, protože byla zvolena poslankyní Evropského parlamentu. Samaš se tak dne 28. června 2024 stal novým poslancem.
Ve volbách do Poslanecké sněmovny PČR v roce 2025 kandiduje z 2. místa kandidátní listiny hnutí ANO ve Středočeském kraji.